# Léon Poincaré
Pour les articles homonymes, voir Poincaré.
Émile Léon Poincaré est un médecin et anatomiste français, né le 16 août 1828 à Nancy (Meurthe-et-Moselle) et mort le 15 septembre 1892 dans la même ville,. Il est le père du mathématicien Henri Poincaré, le beau-père du philosophe Émile Boutroux et l'oncle du président de la République Raymond Poincaré.

## Biographie
Léon Poincaré était médecin, anatomiste et physiologiste, professeur titulaire de la chaire d'hygiène à la Faculté de médecine de Nancy, après avoir soutenu une thèse de médecine sur l'ophtalmie purulente des nouveau-nés. 
Il était président de l'Académie de Stanislas et membre correspondant de l'Académie nationale de médecine. Il a été élu correspondant pour la division d'anatomie et de physiologie le 26 juillet 1887. 
Il a publié notamment un traité d'hygiène industrielle à l'usage des médecins et des membres des conseils d'hygiène en 1886,.

## Famille
Léon Poincaré était le fils de Jules Jacques Nicolas Poincaré et de Catherine Rolin. Il s'est marié avec Eugénie Launois. 
Ils ont eu deux enfants: le mathématicien Henri Poincaré et sa sœur, Aline Boutroux, née Poincaré, épouse du philosophe Émile Boutroux.

## Distinction
- Chevalier de la Légion d'honneur.

## Publications
- Recherches sur l'anatomie pathologique et la nature de la paralysie générale, avec Henry Bonnet[8], Paris, E. Martinet, 1869.
- Tumeur congénitale de la région sacro-périnéale, Nancy, Vve Raybois, 1869.
- Le système nerveux central au point de vue normal et pathologique, leçons de physiologie professées à Nancy, Paris, J.B. Baillière, 1877.
- Le système nerveux périphérique au point de vue normal et pathologique, Paris, Berger-Levrault, 1876.
- Leçons sur la physiologie normale et pathologique du système nerveux, Paris, Berger-Levrault, 1873-1874.
- De l'ophthalmie purulente des nouveau-nés, thèse de médecine, Paris, Rignoux, 1852.
- Documents pour servir à l'histoire de la thyroïde, Nancy, Sordoillet, 1868.
- Recherches sur les conditions hygiéniques des matériaux de construction, Paris, 1882.
- Recherches expérimentales sur l'action toxique des conserves, Paris, 1888.
- Historique de la fièvre typhoi͏̈de dans les départements de l'Est, Nancy, 1891-1892.
- Leçons sur la physiologie normale et pathologique du système nerveux, 2e édition, Paris, J.-B. Baillière, 1877.
- Leçons sur la physiologie normale et pathologique du système nerveux, Paris, Berger-Levrault, 1873-74.
- Note sur l'action toxique de la delphine, avec Magnien, Nancy, V. Raybois, 1866.
- Recherches expérimentales sur les couleurs d'aniline, Paris, 1885.
- La relation de l'épidémie de fièvre typhoi͏̈de qui a régné à Nancy en décembre 1881 et en janvier 1882, Paris, 1882.
- Prophylaxie et géographie médicale des principales maladies tributaires de l'hygiène, Paris, G. Masson, 1884.
- Recherches expérimentales sur les parfums artificiels employés par les confiseurs et les liquoristes, Paris, 1884.
- Étude physiologique sur le magnétisme animal, discours de réception à l'Académie de Stanislas, Nancy, Vve Raybois, 1865.
- Recherches sur les effets des vapeurs d'essence de térébenthine, Paris, 1879.
- Traité d'hygiène industrielle à l'usage des médecins et des membres des conseils d'hygiène, Paris, G. Masson, 1886.
- Influence du travail professionnel sur le pouls et les phénomènes mécaniques de la respiration, Nancy, 1886.
- Congrès d'hygiène de Turin, lettre adressée au rédacteur en chef de la Revue médicale de l'Est, Nancy, Berger-Levrault, 1881.
- Leçons sur la physiologie normale et pathologique du système nerveux, Paris, Berger-Levrault, 1873-76.
- Recherches sur l'anatomie pathologique et la nature de la paralysie générale, avec Henry Bonnet, 2e édition, Paris, 1876.
- Historique de la fièvre typhoïde dans les départements de l'Est, 2e partie, documents recueillis pour le service de l'inspection régionale de l'hygiène publique, Nancy, A. Nicolle, 1892.
- Le système nerveux périphérique au point de vue normal et pathologique, leçons de physiologie professées à Nancy, Paris, Berger-Levrault, 1876.
- Recherches sur l'anatomie pathologique et la nature de la paralysie générale: lésions du grand sympathique, troubles vaso-moteurs, avec Henry Bonnet, 2e édition, Paris, G. Masson, 1875.